# 어스 (2019년 영화)
《어스》(영어: Us)는 2019년 개봉한 미국의 심리 공포 영화이다. 조던 필이 감독과 각본을 맡았다. 2019 SXSW에서 전 세계 최초로 상영되었다.

## 줄거리
1986년, 부모와 함께 산타크루즈에서 휴가를 즐기던 어린 애들레이드는 부모와 떨어져서 놀이공원의 '유령의 집'에 이끌려 들어간다. 그곳 유리의 방에서 그녀와 똑같이 생긴 도플갱어를 만나게 되고 그 일이 트라우마가 된다. 세월이 흘러 어른이 된 애들레이드는 남편 게이브, 아들 제이슨, 딸 조라와 함께 산타크루즈의 비치하우스에 머물게 된다. 그날 밤, 이들 가족은 끔찍한 일을 겪게 된다.

## 출연진
- 루피타 뇽: 엄마, 애들레이드 윌슨 역
- 윈스턴 듀크: 아빠,게이브윌슨 역
- 샤하디 라이트 조셉: 딸 조라 역
- 에반 알렉스: 아들 제이슨 역